# Synaptura marginata
Synaptura marginata är en fiskart som beskrevs av Boulenger, 1900. Synaptura marginata ingår i släktet Synaptura och familjen tungefiskar. Inga underarter finns listade i Catalogue of Life.